# Alexander John Ellis
Alexander John Ellis ou Alexander Sharpe (14 de junho de 1814 - 28 de outubro de 1890) foi um musicólogo e matemático inglês, criador da musicologia comparada. Em 1885, criou o cent, unidade de medida igual a um centésimo de meio-tom.